# Poetenweg – Geschichten und Lieder an einem Spätsommerabend
Poetenweg – Geschichten und Lieder an einem Spätsommerabend ist das elfte Livealbum des Sängers und Liedermachers Hannes Wader aus dem Jahr 2021. Zwischen den Liedern liest er aus seiner Biografie.

## Inhalt
Neben eigenen Liedern wie Krebsgang oder Der Zimmermann und von ihm adaptierten Liedern wie Gut, wieder hier zu sein und Schwestern, Brüder singt Wader auch einige Volkslieder sowie die drei Lieder Wahre Freundschaft, Und am Abend ziehen Gaukler (Werner Helwig), und Brüder, zur Sonne, zur Freiheit, die bisher nicht von ihm veröffentlicht wurden. Einige Lieder trägt er auch mit englischen, französischen und russischen Strophen vor. Er endet mit dem Lied, mit dem er sonst fast alle Konzerte begonnen hatte: Heute hier, morgen dort.
Die Lesungen aus seiner Autobiografie Trotz alledem, mein Leben wechseln sich mit den Liedern ab.

## Entstehung
Am 4. September 2021 gab Wader in seiner Heimatstadt Bielefeld in der Wassermühle Deppendorf ein eineinhalbstündiges Konzert mit Lesung. Er löste damit ein Versprechen ein, vier Jahre nach seinem Abschied vom Tourneeleben noch einmal aufzutreten, um sich für die Errichtung des Gedenksteins „Hannes Wader Aue“ im Bielefelder Stadtteil Hoberge-Uerentrup. zu bedanken.
Aufnahme und Mischung übernahm Günter Pauler, das Premastering Hans-Jörg Maucksch. Das Booklet enthält nach einem Vorwort alle Liedtexte. Die Fotos dazu stammen von Thorsten Doerk, Günter Pauler und Inge Ulonska. Gestaltet wurde es von Emre Meydan.

## Titelliste
1. Begrüßung – 0:35
2. Gut, wieder hier zu sein – 3:00
3. Krebsgeboren – 6:43
4. Krebsgang – 2:12
5. Lehrzeit – 1:04
6. Wahre Freundschaft – 2:50
7. Blessuren – 5:07
8. Wilde Schwäne – 3:14
9. Lieder der Arbeiterbewegung – 0:50
10. Brüder, zur Sonne, zur Freiheit – 2:45
11. Singen vertreibt das Leid – 7:04
12. Alle Hügel und Täler – 3:13
13. Wie aus einer anderen Welt – 4:56
14. Drei Zigeuner – 3:41
15. Soziokulturelle Prägungen – 1:20
16. Und am Abend ziehen Gaukler – 2:38
17. Am Poetenweg – 3:16
18. Der Zimmermann – 3:33
19. Fahrende Sänger – 1:54
20. Damals – 4:52
21. Schon zu viele – 0:34
22. Schwestern, Brüder – 3:49
23. Heute hier, morgen dort – 2:50